# Stöde distrikt
Stöde distrikt är ett distrikt i Sundsvalls kommun och Västernorrlands län. Distriktet ligger omkring Stöde i östra Medelpad. 

## Tidigare administrativ tillhörighet
Distriktet inrättades 2016 och utgörs av Stöde socken i Sundsvalls kommun.
Området motsvarar den omfattning Stöde församling hade 1999/2000.

## Tätorter och småorter
I Stöde distrikt finns två tätorter och tre småorter.

### Tätorter
- Nedansjö
- Stöde

### Småorter
- Viskan
- Österlo och Västerlo
- Överbyn